# Раймонд I де Бо (сеньор де Бо)
Раймонд I де Бо (де Бальц) фр. Raymond I des Baux, ум. 1150, Барселона) — сеньор де Бо и де Мариньян с 1105.

## Биография
Сын Гильома Гуго де Бо. Сопровождал отца в крестовом походе, упомянут как свидетель в завещании Раймунда IV Сен-Жиля, подписанном в замке Мон-Пелерен 31 января 1105. Около 1110 вернулся в Прованс. В 1113 был одним из трех свидетелей акта, которым графиня Дульса Прованская передавала свои владения мужу, Рамону Беренгеру III. В 1114, снарядив семь галер, участвовал в экспедиции, организованной графом для отвоевания Майорки у сарацин. В награду Рамон-Беренгер пожаловал ему во фьеф землю Берр. Около 1116 получил руку Стефанетты Прованской, сестры графини Дульсы, и все владения убийц графа Жильбера Жеводанского, за исключением Сен-Максимена. В начавшейся между Рамоном-Беренгером и графом Тулузы Альфонсом Иорданом борьбе за Прованс занимал двойственную позицию, доказательством чему служит письмо папы Каликста II от 21 июня 1121, адресованное Раймонду, Гильому де Сабрану и другим сторонникам графа Тулузского, угрожающее отлучить их от церкви, если не прекратятся нападения на монахов Сен-Жиля.
При жизни Рамона-Беренгера III Раймонд оставался его верным вассалом, но когда власть перешла к его сыну Беренгеру Раймонду, сеньор де Бо при поддержке Альфонса Иордана заявил претензии на Прованс от имени своей жены. Начавшаяся в результате гражданская война (1142—1150) разделила провансальскую знать. Раймонд заручился поддержкой германского короля Конрада III (сюзерена Прованса), недовольного чрезмерным усилением Барселонского дома. Золотой буллой, данной 4 августа 1145 в Вюрцбурге, тот предоставил Раймонду право чеканить монету в замке Тренкетай, и дал ему во фьеф все земли, которыми обладал его отец Гильом, сын Гуго де Бо, и все, которыми владели граф Жильбер и его жена Герберга, отец и мать Стефанетты. При этом, однако, нигде в документе не указывалось, что речь идет именно о графстве Прованс.
В 1146 граф Барселоны Рамон-Беренгер Старый высадился в Провансе и добился перелома в войне. В 1148 Альфонс Иордан отправился в крестовый поход. Раймонд, лишившийся поддержки, был вынужден отказаться от борьбы. В 1149 он отправился в Барселону просить мира, и там умер.

## Семья
Жена: Стефанетта Прованская, дочь графа Прованса Жильбера Жеводанского и Герберги Прованской
Дети:
- Гуго II де Бо
- Гильом де Бо
- Бертран I де Бо
- Жильбер де Бо (ум. после 1160)
- Раймонд де Бо
- Алазасия. Муж: Пьер де Ламбеск
- ? Мателла (ум. после 1175). Муж: 1) (1145) Пьер II, виконт Беарна; 2) (1155) Сантюль III, граф Бигорра.